# Jocs Panamericans de 2023
Els Jocs Panamericans del 2023, conegut com a XIX Jocs Panamericans o Santiago 2023 es van realitzar entre els dies 20 d'octubre al 5 de novembre de 2023, a la ciutat de Santiago de Xile. Aquesta va ser la primera vegada que el país va organitzar els Jocs Panamericans, després que les edicions de 1975 i 1987 que s'havien de celebrar a la capital xilena, fossin cancel·lats per motius polítics i es traslladessin a Ciutat de Mèxic i Indianapolis, respectivament.

## Procés de la selecció
El 31 de gener de 2017 va finalitzar el termini de presentació de sol·licituds per als jocs i només es van presentar dues ciutats: Buenos Aires i Santiago van presentar la seva candidatura a Odepa per organitzar aquest esdeveniment poliesportiu. A l'abril, la capital argentina anuncia la seva retirada per no disposar dels recursos econòmics necessaris per acollir aquesta edició i els Jocs Olímpics de la Joventut del 2018 i amb això, Santiago va ser l'única ciutat candidata. El 4 de novembre de 2017, a Praga, Txèquia, Santiago va ser designada com a ciutat amfitriona dels XIX Jocs Panamericans de 2023.
Resultats de la licitació
- Ciutat: Santiago de Xile
- País:  Xile
- Votes: Unànime

## Esports
Les modalitats esportives que van estar presents en aquesta edició dels Jocs Panamericans de Santiago són els següents:
| - Atletisme - Bàdminton - Bàsquet - Bàsquet - Bàsquet 3x3 - Handbol - Beisbol - Bitlles - Boxa - Piragüisme - Piragüisme (aigües tranquil·les) - Piragüisme (eslàlom) - Ciclisme - BMX - Ciclisme en ruta - Ciclisme de muntanya | - - Ciclisme en pista - Esports aquàtics - Salts - Natació sincronitzada - Natació - Waterpolo - Natació en aigües obertes - Equitació - Ensinistrament - Concurs complet - Salt eqüestre - Escalada - Esgrima - Esquí aquàtic - Wakeboarding - Futbol | - Gimnàstica - Gimnàstica artística - Gimnàstica rítmica - Gimnàstica acrobàtica - Golf - Hoquei - Judo - Karate - Halterofília - Lluita - Lluita grecoromana - Lluita lliure - Patinatge - Patinatge artístic - Patinatge de velocitat en línia - Skateboarding | - Pilota basca - Pentatló modern - Raquetbol - Rem - Rugbi a 7 - Softbol - Esquaix - Surf - Taekwondo - Tennis - Tennis de taula - Tir olímpic - Tir amb arc - Triatló - Vela - Voleibol - Voleibol platja |

## Països participants
A continuació, els països i territoris americans participants al costat del seu codi COI corresponent:
| - Antigua i Barbuda (ANT) - Argentina (ARG) - Aruba (ARU) - Bahames (BAH) - Barbados (BAR) - Belize (BIZ) - Bermudes (BER) - Bolívia (BOL) - Brasil (BRA) - Canadà (CAN) - Colòmbia (COL) - Costa Rica (CRC) - Cuba (CUB) - Dominica (DMA) | - Equador (ECU) - El Salvador (ESA) - Estats Units (USA) - Grenada (GRN) - Guatemala (GUA) - Guyana (GUY) - Haití (HAI) - Hondures (HON) - Illes Caiman (CAY) - Illes Verges Britàniques (IVB) - Illes Verges Americanes (ISV) - Jamaica (JAM) - Mèxic (MEX) - Nicaragua (NCA) | - Panamà (PAN) - Paraguai (PAR) - Perú (PER) - Puerto Rico (PUR) - República Dominicana (DOM) - Saint Kitts i Nevis (SKN) - Saint Vincent i les Grenadines (VIN) - Saint Lucia (LCA) - Surinam (SUR) - Trinitat i Tobago (TRI) - Uruguai (URU) - Veneçuela (VEN) - Xile (CHI) |